# جثام (ردمان)

تعديل مصدري - تعديل

جثام هي إحدى قرى عزلة غول سليمان بمديرية ردمان التابعة لمحافظة البيضاء، بلغ تعداد سكانها 178 نسمة حسب تعداد اليمن لعام 2004.